# Encarsia lahorensis
Encarsia lahorensis är en stekelart som först beskrevs av Howard 1911.  Encarsia lahorensis ingår i släktet Encarsia och familjen växtlussteklar. Inga underarter finns listade i Catalogue of Life.